# Miguel Cardona
Miguel Angel Cardona (Meriden, 11 luglio 1975) è un educatore e politico statunitense, dal 2021 al 2025 segretario dell'istruzione nell'amministrazione Biden.

## Biografia
Nato l'11 luglio 1975 a Meriden, nel Connecticut, da genitori portoricani, Cardona è cresciuto parlando spagnolo come prima lingua e ha incominciato a imparare l'inglese quando ha iniziato l'asilo.
È cresciuto in un progetto di edilizia abitativa a Meriden e si è diplomato alla HC Wilcox Technical High School, dove faceva parte del programma di studi automobilistici. Ha conseguito un Bachelor of Science in pedagogia presso la Central Connecticut State University nel 1997, quindi un Master of Science in educazione bilingue e biculturale presso la University of Connecticut (UConn) nel 2001, infine un dottorato in scienze dell'educazione nel 2011 con Barry G. Sheckley e Casey D. Cobb. La dissertazione di Cardona, intitolata "Sharpening the Focus of Political Will to Address Achievement Disparities", studiava il divario tra gli studenti di lingua inglese e i loro compagni di classe.
Cardona ha iniziato la sua carriera come insegnante di quarta elementare della Israel Putnam Elementary School a Meriden, Connecticut. Nel 2003 è diventato preside della scuola elementare di Hannover e per dieci anni è stato il più giovane preside nella storia dello stato. Dal 2015 al 2019, è stato assistente sovrintendente per l'insegnamento e l'apprendimento nella sua città natale. Cardona era anche professore a contratto di educazione presso il Dipartimento di leadership educativa dell'Università del Connecticut. Durante la sua carriera, si è concentrato sul colmare le lacune tra gli studenti di lingua inglese e i loro coetanei.
Nell'agosto 2019, il governatore Ned Lamont ha nominato Cardona Commissario per l'istruzione; Cardona è il primo latino ad occupare questa posizione.
Nominato dal presidente eletto Joe Biden come nuovo segretario dell'istruzione nel dicembre 2020, ottiene la conferma del Senato statunitense con 64 voti a favore e 33 contrari il 1º marzo 2021, entrando in carica a partire dal giorno dopo.

## Vita privata
Nel 2002 Cardona si è sposato con Marissa Pérez, un'assistente sociale scolastica e Miss Connecticut nel 2001. Hanno due figli.